# Puchar Polski (województwo śląskie) w piłce nożnej mężczyzn (2024/2025)
W sezonie 2024/2025 Puchar Polski na szczeblu województwa śląskiego składał się z czterech rund, z udziałem dwunastu drużyn – zwycięzców pucharów okręgowych:
- BKS Stal Bielsko-Biała  (OPP Bielsko-Biała 2024/2025[1])
- Szombierki Bytom (OPP Bytom 2024/2025[2])
- Victoria Częstochowa (OPP Częstochowa 2024/2025[3])
- GKS II Katowice (OPP Katowice 2024/2025[4])
- Unia Kalety (OPP Lubliniec 2024/2025[5])
- Unia Racibórz (OPP Racibórz 2024/2025[6])
- ROW 1964 Rybnik (OPP Rybnik 2024/2025[7])
- Tempo Puńców (OPP Skoczów 2024/2025[8])
- Zagłębie II Sosnowiec (OPP Sosnowiec 2024/2025[9])
- LKS II Goczałkowice Zdrój (OPP Tychy 2024/2025[10])
- Górnik II Zabrze (OPP Zabrze 2024/2025[11])
- Orzeł II Łękawica (OPP Żywiec 2024/2025[12])

Rozgrywki wyłoniły zwycięzcę wojewódzkiego Pucharu Polski i uczestnika Pucharu Polski na szczeblu centralnym w sezonie 2025/2026, którym została drużyna LKS II Goczałkowice Zdrój.

## I runda
Górnik II Zabrze, LKS II Goczałkowice Zdrój, Unia Racibórz, Unia Kalety - wolny los
| 22 kwietnia 2025 | Tempo Puńców | 1:4 | ROW 1964 Rybnik |        |
| 17:30            |              |     |                 | Puńców |

| 22 kwietnia 2025 | GKS II Katowice | 2:1 | Victoria Częstochowa |          |
| 17:30            |                 |     |                      | Katowice |

| 22 kwietnia 2025 | Zagłębie II Sosnowiec | 1:0 | BKS Stal Bielsko-Biała |           |
| 17:30            |                       |     |                        | Sosnowiec |

| 23 kwietnia 2025 | Orzeł II Łękawica | 0:3 (wo.) | Szombierki Bytom |          |
| 17:30            |                   |           |                  | Łękawica |

## 1/4 finału
| 13 maja 2025 | LKS II Goczałkowice Zdrój | 3:1 | ROW 1964 Rybnik |                    |
| 17:30        |                           |     |                 | Goczałkowice-Zdrój |

| 14 maja 2025 | Unia Racibórz | 2:3 | GKS II Katowice |          |
| 17:30        |               |     |                 | Racibórz |

| 13 maja 2025 | Zagłębie II Sosnowiec | 4:6 | Górnik II Zabrze |           |
| 17:30        |                       |     |                  | Sosnowiec |

| 13 maja 2025 | Unia Kalety | 1:5 | Szombierki Bytom |        |
| 17:30        |             |     |                  | Kalety |

## 1/2 finału
| 28 maja 2025 | LKS II Goczałkowice Zdrój | 4:2 | Górnik II Zabrze |                    |
| 18:00        |                           |     |                  | Goczałkowice-Zdrój |

| 28 maja 2025 | GKS II Katowice | 2:2 k. 9:8 | Szombierki Bytom |          |
| 18:00        |                 |            |                  | Katowice |

## Finał
| 11 czerwca 2025 | LKS II Goczałkowice Zdrój | 3:0 | GKS II Katowice |                    |
| 18:00           |                           |     |                 | Goczałkowice-Zdrój |